# فلوریان اشتتار
فلوریان اشتتار (آلمانی: Florian Stetter؛ زادهٔ ۲ اوت ۱۹۷۷) هنرپیشه اهل آلمان است. از فیلم‌ها یا برنامه‌های تلویزیونی که وی در آن نقش داشته‌است می‌توان به سوفی شول، روزهای آخر، قبل از سقوط و راه صلیب اشاره کرد.